# اوشن گیت، نیوجرسی
اوشن گیت (به انگلیسی: Ocean Gate) شهری در ایالت نیوجرسی کشور ایالات متحده آمریکا است که جمعیت آن در سرشماری سال ۲۰۱۰ میلادی، ۲٬۰۱۱ نفر بوده‌است.